# Richard Ogorkiewicz
Richard Marian Ogorkiewicz (* 2. Mai 1926 in Bydgoszcz; † 24. November 2019 in London) war ein polnisch-britischer Ingenieur mit Schwerpunkt auf gepanzerte Fahrzeuge.

## Leben
Richard Ogorkiewicz, geboren als Ryszard Marian Ogórkiewicz, war ein Sohn des polnischen Oberst Marian Ogórkiewicz (1898–1962). Mit dem Einmarsch der Wehrmacht floh die Familie zunächst nach Rumänien und im Februar 1940 nach Frankreich. Im Mai desselben Jahres ging sie nach Schottland, wo Richard Ogorkiewicz die Schule besuchte. Zum Maschinenbaustudium ging Richard Ogorkiewicz an das Imperial College London. Nach dem Abschluss seines Studiums blieb er zunächst für Forschung und Lehre am Imperial College. Im Anschluss arbeitete er für Humber und Ford an Gasturbinen. 1957 bis 1985 war er wieder am Imperial und konzentrierte sich dort auf gepanzerte Fahrzeuge. Auf Grund seines Schwerpunktes war er von 1972 bis 2006 unabhängiges Mitglied verschiedener Gremien des britischen Defence Scientific Advisory Council. 1979 wurde er Dozent, ab 1988 Gastprofessor am Royal Military College of Science in Shrivenham. 1993 wurde er Kurator des Panzermuseums in Bovington.

## Werke
Richard Ogorkiewicz hat zahlreiche Beiträge in Zeitschriften veröffentlicht, vor allem in der Jane’s International Defence Review.
- Design and Development of Fighting Vehicles, 1968, ISBN 978-0-356-01461-6
- Thermoplastics: Effects of Processing, 1969, ISBN 978-0-592-05454-4
- Armoured Forces: A history of Armoured Forces and Their Vehicles, Arms and Armour Press 1970, ISBN 978-0-668-02334-4
- Engineering Properties of Plastics (Engineering Design Guides), Oxford University Press 1977, ISBN 978-0-19-859152-8
- Technology of Tanks, Jane’s Information Group 1991, ISBN 978-0-7106-0595-5
- Tanks: 100 years of evolution, Osprey Publishing 2015, ISBN 978-1-4728-0670-3